# Paz (EP)
Paz é um extended play (EP) da cantora brasileira Mariana Valadão, lançado em março de 2019 pela gravadora Sony Music Brasil.
O disco foi produzido por Johnny Essi e recebeu a participação da banda Kemuel na música "Queremos Te Ver". Foi o primeiro trabalho inédito de Mariana desde Santo, de 2013.

## Lançamento e recepção
| Críticas profissionais | Críticas profissionais |
| Avaliações da crítica  | Avaliações da crítica  |
| Fonte                  | Avaliação              |
| ---------------------- | ---------------------- |
| Super Gospel           | [ 3 ]                  |

Paz foi lançado pela Sony Music Brasil no final de março de 2019. Em crítica favorável, o Super Gospel afirmou que o EP é "um registro direcionado em reapresentar Mariana Valadão com leveza e modéstia".

## Lista de faixas
| N.º            | Título                                  | Duração |  |
| 1.             | "Em Tua Presença"                       | 5:35    |  |
| 2.             | "Glória"                                | 4:58    |  |
| 3.             | "Queremos Te Ver" (com part. de Kemuel) | 4:38    |  |
| 4.             | "Graça Real"                            | 4:21    |  |
| 5.             | "Âncora"                                | 5:09    |  |
| 6.             | "As Trevas Estremecem (Tremble)"        | 5:03    |  |
| Duração total: | Duração total:                          | 29:42   |  |